# Lista över abbasidiska kalifer

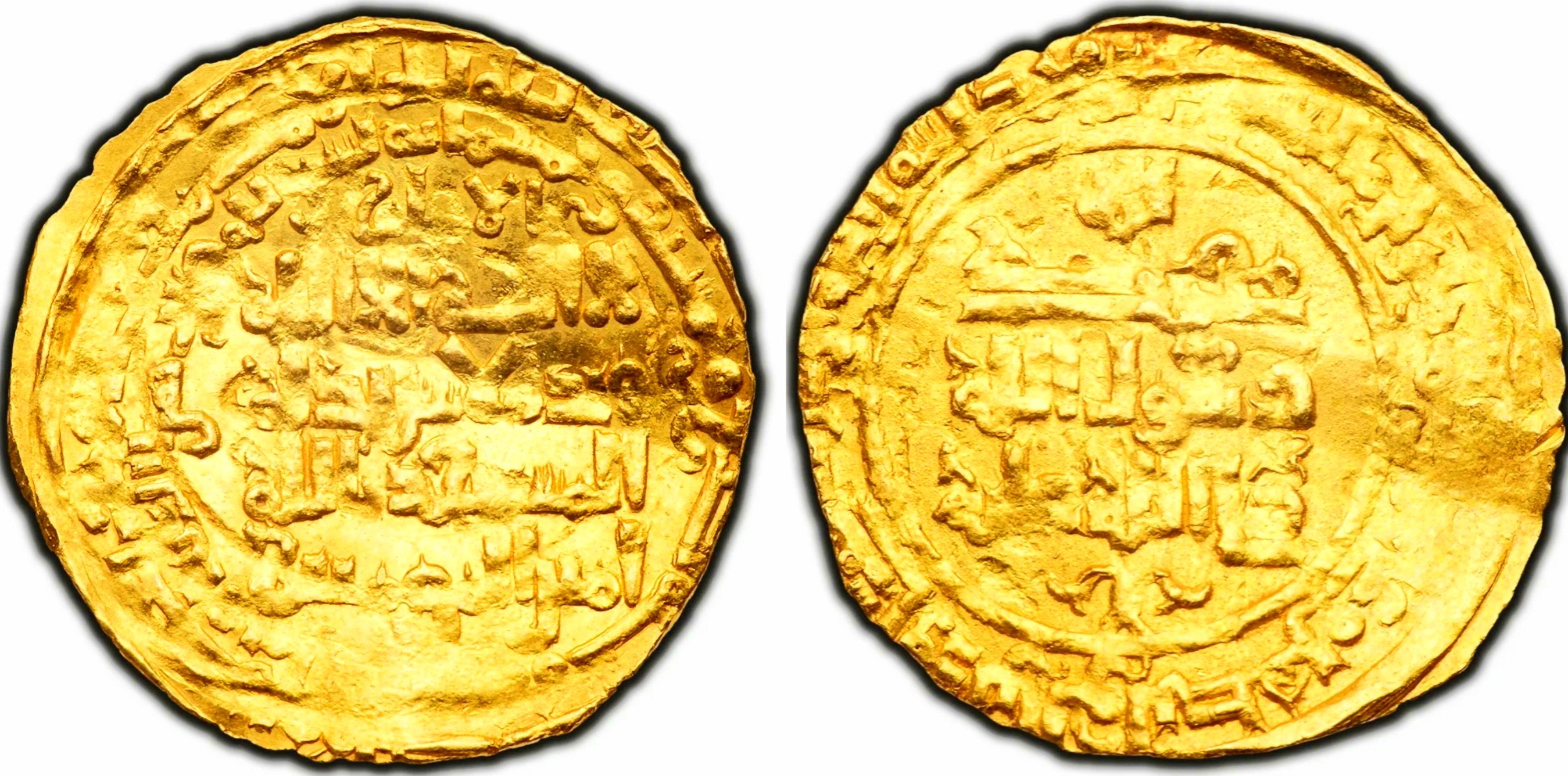
al-Mustanjid coin

Detta är en lista över abbasidiska kalifer
- as-Saffah, 749–754
- al-Mansur, 754-775
- al-Mahdi, 775-785
- al-Hadi, 785-786
- Harun ar-Rashid, 786-809
- al-Amin, 809-813
- al-Ma'mun, 813-833
- al-Mu'tasim, 833-842
- al-Wathik, 842-847
- al-Mutawakkil, 847-861
- al-Muntasir, 861-862
- al-Musta'in, 862-866
- al-Mu'tazz, 866-869
- al-Muhtadi, 869-870
- al-Mu'tamid, 870-892
- al-Mu'tadid, 892-902
- al-Muktafi, 902-908
- al-Muqtadir, 908-932
- al-Qahir, 932-934
- ar-Radi, 934-940
- al-Muttaqi, 940-944
- al-Mustakfi, 944-946
- al-Muti, 946-974
- at-Ta'i, 974-991
- al-Qadir, 991-1031
- al-Qa'im, 1031-1075
- al-Muqtadi, 1075-1094
- al-Mustazhir, 1094-1118
- al-Mustarshid, 1118-1135
- ar-Rashid, 1135-1136
- al-Muqtafi, 1136-1160
- al-Mustanjid, 1160-1170
- al-Mustadi, 1170-1180
- al-Nasir, 1180-1225
- az-Zahir, 1225-1226
- al-Mustansir I, 1226-1242
- al-Musta'sim, 1242-1258[1]